# Kutuzowka (obwód omski)
Kutuzowka (ros. Кутузовка) – wieś (sieło) w Rosji, w obwodzie omskim, w rejonie szerbakulskim. W 2021 liczyła 1136 mieszkańców.